# Pétition Bernheim
Pour les articles homonymes, voir Bernheim.
 (novembre 2023).
La pétition Bernheim en 1933 suscite un débat au sein de la Société des Nations (SDN) sur la politique antisémite du gouvernement nazi allemand. Elle conduit à suspendre les mesures anti-juives dans la partie allemande de la Haute-Silésie jusqu'en 1937.

## Contexte
Après la Première Guerre mondiale, la province de Silésie appartenant au royaume de Prusse, est divisée en deux: la province de Basse-Silésie et la province de Haute-Silésie, qui possède une très forte minorité de Polonais. Conformément au traité de Versailles de 1919, un plébiscite se déroule en Haute-Silésie le 20 mars 1921: les partisans du rattachement à l'Allemagne l'emportent, mais les Polonais se révoltent et la Société des Nations ordonne le partage de la Haute-Silésie entre l'Allemagne et la Pologne. Le 15 mai 1922, sous l'égide de la SDN, l'Accord germano-polonais sur la Silésie de l'Est par lequel l'Allemagne cède à la Pologne la partie est de la Silésie, soit un tiers de la province, est signé à Genève. Dans cet accord germano-polonais, il est stipulé que les deux parties contractantes s'engagent à respecter l'égalité des droits civiques de tous les habitants.
Dès l'arrivée d'Hitler au pouvoir, au premier trimestre 1933, débute la persécution des Juifs: boycott des établissements juifs, expulsion des Juifs de la fonction publique, interdiction d'exercer de nombreuses professions, le tout accompagné souvent de violences physiques. Ces mesures s'appliquent à toute l'Allemagne y compris aux Juifs habitant la Haute-Silésie.
Franz Bernheim (1899-1990) a vécu pendant un certain temps dans la partie allemande de la Haute-Silésie. Employé dans la filiale d'un grand magasin allemand à Prague, il est licencié en tant que Juif.   
Il rédige avec l'aide du Comité des Délégations Juives de Paris (Leo Motzkin, Emil Margulies et Nathan Feinberg), une pétition qu'il soumet le 17 mai 1933 à la Société des Nations à Genève. Une pétition similaire, signée par le Comité des Délégations Juives, l'American Jewish Congress et d'autres institutions juives est présentée en même temps à la SDN. Seule la pétition de Bernheim sera dans un premier temps analysée. Les organisations juives ayant appris que dans l'accord germano-polonais de 1922 sur la Haute-Silésie, figure la garantie des droits des minorités, estiment qu'il est possible selon le droit international, de traduire l'Allemagne devant la Société des Nations pour obtenir l'abolition des mesures antisémites en Haute-Silésie, ou pour faire constater la violation continue de l'accord. La Société des Nations est expressément désignée dans l'accord comme l'arbitre désigné en cas de litige. Les membres du Comité persuadent Bernheim de signer la pétition qu'ils ont préparée.

## La pétition
La pétition rédigée par les délégations juives se réfère tout d'abord à certains paragraphes de l'accord germano-polonais du 15 mai 1922: 
« Article 66: Le gouvernement allemand s'engage à assurer une protection complète et totale de la vie et de la liberté à tous les habitants d'Allemagne, sans distinction de naissance, de nationalité, de langue, de race ou de religion.

Article 67, paragraphe 1: Tous les nationaux allemands doivent être égaux devant la loi et jouir des mêmes droits civiques et politiques, sans distinction de race, de langue ou de religion. .

Article 75, paragraphe 2: Les dispositions législatives et administratives ne doivent pas établir de traitement différents pour les nationaux appartenant à une minorité. De même celles-ci ne doivent pas être interprétées ou appliquées de façon discriminatoire au détriment de ces personnes. .

Article 75, paragraphe 3: Les nationaux appartenant aux minorités doivent dans la pratique recevoir des autorités et officiels, le même traitement et les mêmes garanties que les autres nationaux. En particulier, les autorités et officiels ne doivent pas traiter les nationaux appartenant aux minorités avec mépris ni omettre de les protéger contre des actes délictueux. .

Article 80: Les nationaux appartenant à des minorités doivent être traités de la même façon que les autres nationaux en ce qui concerne l'exercice d'un métier agricole, commercial ou industriel ou de n'importe quel autre. Ils ne doivent être sujets qu'aux dispositions en vigueur s'appliquant aux autres nationaux.

Article 83: Les parties contractantes s'engagent à assurer une protection complète et totale de la vie et de la liberté de tous les habitants du territoire où a s'est déroulé le plébiscite, sans distinction de naissance, de nationalité, de langue, de race ou de religion. »
Puis elle mentionne les différentes lois et décrets pris par le gouvernement du Reich qui ne respectent pas l'accord germano-polonais, tout d'abord la loi générale "sur la restauration de la fonction publique", publiée à Berlin le 7 avril 1933 dans la Reich Legal Gazette, Partie 1, no 34 et qui comprend de nombreuses clauses discriminatoires: 
« Section 3, paragraphe 1: les fonctionnaires qui ne sont pas d'origine aryenne doivent être mis à la retraite; dans le cas de fonctionnaires honoraires, ils doivent être démis de leur fonction officielle".

Section 8: les fonctionnaires démis ou placés en retraite selon la Section 3, ne doivent recevoir de retraite que s'ils ont effectué un minimum de dix ans de service. »
Elle énonce aussi les lois et décrets spécifiques pris à l'encontre des Juifs exerçant des professions libérales: 
- pour les avocats juifs: Reich Legal Gazette- Partie 1, publiée à Berlin le 10 avril 1933 sur la promulgation de la loi du 7 avril 1933, sur "l'accès aux fonctions juridiques".
- pour les docteurs juifs, le ministre du Travail du Reich allemand a promulgué un décret "sur l'inscription des docteurs sur la liste des fonds d'assurance santé" dont l'article I stipule:

« Les docteurs d'origine non-aryenne inscrits au registre des fonds d'assurance santé ne sont plus admis à pratiquer. Les nouveaux enregistrements de tels docteurs ne sont plus admis. »
- pour les notaires juifs: décret du 1er avril 1933, signé par Hanns Kerrl, commissaire du Reich au ministère prussien de la justice, qui met en garde les notaires juifs qui continueraient à exercer leur profession:

«  Dans ce but, l'attention des notaires doit être attirée  que s'ils refusent de se plier à cette recommandation, ils s'exposent eux-mêmes à de sérieux dangers vu l'état excité de l'opinion publique. »
Enfin elle cite la loi promulguée le 25 avril 1933 par le Reich allemand "sur la surcharge des écoles et collèges allemands" qui limite le nombre d'élèves et d'étudiants juifs en fonction d'un numerus clausus strict de 1,5 % par établissement, et qui conduit à expulser et à refuser l'inscription de nombreux élèves juifs.
Toutes ces lois et décrets ont été promulgués pour l'ensemble du territoire du Reich allemand; et en conséquence s'appliquent aussi pour la Haute-Silésie malgré les clauses de la convention du 15 mai 1922. Seule la loi "sur la surcharge des écoles et lycées allemands"  mentionne dans sa Section V que les obligations contractées par l'Allemagne dans des traités internationaux ne sont pas concernées par les clauses de la présente loi, mais dans la pratique, les élèves juifs de Haute-Silésie ont quand même été expulsés comme dans le reste de l'Allemagne.  
La pétition fait remarquer le caractère discriminatoire de toutes ces lois, et qu'en plus, dans la province de Haute-Silésie, elles violent les accords signés. Elle mentionne aussi que le 1er avril 1933, un boycott public des entreprises, avocats, docteurs, etc. juifs a été ordonné et organisé par un organisme sous l'autorité du chancelier allemand et que les Juifs ont de ce fait été traités avec mépris. Ce boycott a été réalisé par les troupes d'assaut et par des formations sous les ordres directs du chancelier allemand, et l'autorité publique n'a pas fourni aux sujets juifs d'Allemagne la protection dont ils ont droit de par la loi.  
La pétition est signée par: Franz Bernheim, né le 15 septembre 1899 à Salzbourg, Autriche, un citoyen du Wurtemberg et un ressortissant allemand d'origine juive, donc non-aryen, résidant auparavant à Gleiwitz, 66 Schillerstrasse, Haute-Silésie allemande, et séjournant temporairement à Prague, Tchécoslovaquie; employé du 30 septembre 1931 au 30 avril 1933 par la Deutsches Familien-Kaufhaus g.m.b.H, branche de Gleiwitz, et licencié pour la raison que tous les employés juifs ont été licenciés. (signature légalisée par Viktor Ludwig, notaire à Prague, le 12 mai 1933).

## Les réactions allemandes
Dès que la pétition est connue au ministère des Affaires étrangères du Reich, le ministre Konstantin von Neurath  convoque immédiatement une réunion ministérielle en présence d'Adolf Hitler, afin d'adopter une approche coordonnée de tous les ministères. À la réunion, assistent pour les Affaires étrangères, en plus du ministre, Vicco von Bülow-Schwante, chef de la section spéciale Allemagne. Ils craignent qu'un débat juif à Genève ne porte atteinte à l'image de l'Allemagne. Les Allemands prennent alors la décision d'adopter une position modérée, et demandent au ministre de l'Intérieur, Wilhelm Frick, de ne pas mettre provisoirement en œuvre les mesures antisémites en Haute-Silésie. Dans le même temps, le ministère des Affaires étrangères procède, mais en vain, à des recherches sur Franz Bernheim, afin de pouvoir le dénigrer.

## Les débats à Genève
Le Conseil de la Société des Nations discute de l'affaire le 26, le 27 et le 30 mai ainsi que le 6 juin. Dès le début, le délégué allemand à Genève, Friedrich von Keller, met en place sa stratégie: tout d'abord contester la validité de la pétition, en affirmant que Bernheim ne fait pas partie d'une minorité et que de toute façon il n'a pas directement été lésé par les lois allemandes car vivant à l'étranger. Même si la pétition est valide, von Keller précise que le Conseil ne doit traiter que du droit des minorités en Haute-Silésie, et que de toute façon les lois sur "la restauration de la fonction publique" ne concerne évidemment pas la Haute-Silésie, et que s'il y a eu des discriminations à l'égard des minorités, elles provenaient uniquement de fonctionnaires subalternes mal informés.  
La première réunion se déroule le 26 mai 1933, sous la présidence de Mr Francisco Castillo Nájera, représentant du Mexique.  Mr Lester, le représentant irlandais en est le rapporteur.
Von Keller se plaint que l'Allemagne n'ai pas eu le temps d'analyser si Mr Bernheim, le pétitionnaire, est compétent pour déposer une pétition conformément à l'Article 147 de la Convention de Genève, mais confirme qu'il ne s'oppose pas à l'étude de fond de la pétition. Il annonce que le gouvernement allemand l'a autorisé à faire la déclaration suivante: 
«  Il est évident que les conventions internationales signées par l'Allemagne ne peuvent pas être affectées par des lois allemandes internes. Si les clauses de la Convention de Genève ont été violées en Haute-Silésie, ce ne peut être du qu'à des erreurs de la part d'organismes subalternes agissant selon une mauvaise interprétation de la loi. »
Le rapporteur Mr Lester, prend bonne note de la déclaration de Mr von Keller, et espère pouvoir présenter son rapport à la prochaine séance.
La réunion suivante du Conseil a lieu le 27 mai, mais le rapporteur regrette de ne pas avoir terminé son rapport. La séance est alors ajournée.
Lors de la réunion du 30 mai 1933, le représentant irlandais Seán Lester rend son rapport dans lequel il déclare que la politique allemande viole effectivement la convention germano-polonaise sur la Haute-Silésie. Von Keller rejette ce rapport. La majorité du Conseil indique clairement que la décision sur la pétition est légalement limitée géographiquement, mais qu'elle condamne non seulement les actions antisémites en Haute Silésie, mais dans toute l'Allemagne.
À la demande du représentant allemand, le Conseil décide de soumettre à un comité de juriste  la question de la validité de la pétition:
« La première des questions soulevées est si le pétitionnaire peut être considéré selon l'article 147, comme une personne "appartenant à une minorité"; la seconde est, dans l'affirmative, s'il a le droit, selon le même article, de soumettre au Conseil la pétition actuellement soumise au Conseil.  »
Le Conseil donne entre huit et quinze jours au comité de juristes pour apporter une réponse. 
Le comte Raczynski, représentant de la Pologne dans sa déclaration rappelle la résolution de l'Assemblée de la Société des Nations du 22 septembre 1922, qui exprime l'espoir que:
« les États qui ne sont liés par aucune obligation légale à la Société [des Nations], par rapport au respect des minorités, observeront néanmoins dans le traitement de leurs minorités raciales, religieuses ou linguistiques, un standard au moins aussi élevé de justice et de tolérance que celui requis par tous les traités et par l'action régulière du Conseil. 
 Il exprime l'espoir que le Gouvernement allemand ne refusera pas de prendre en compte la recommandation contenue dans la résolution, car l'Allemagne, depuis son entrée dans la Société des Nations, a toujours affirmé fièrement qu'elle était la championne des minorités raciales, religieuses et linguistiques. Il ne peut pas, en plus, oublier les déclarations, que les représentants officiels du Gouvernement allemand ont faites à Genève. Dans ces déclarations [le comte Raczynski fait état des déclarations de Mr Julius Curtius le 22 septembre 1930 et de Mr Frederic von Rosenberg le 6 octobre 1932] le Gouvernement allemand reconnait la valeur d'assurer la protection des minorités et même se déclare prêt à y participer activement.  »
Au début de la réunion du 6 juin, le rapporteur, Mr Lester, rend tout d'abord compte du rapport du Comité de juristes qui confirme la recevabilité de la pétition et donne en conséquence tort au représentant allemand. Puis après une discussion générale sur le droit des minorités, le Conseil adopte un rapport qui fait obligation à l'Allemagne de respecter les droits des minorités en Haute-Silésie en conformité avec le traité germano-polonais et de verser des indemnités aux personnes lésées. Les représentants allemand et italien s'abstiennent lors du vote.

## Les suites données à la pétition
Dans les faits, les lois et décrets anti-juifs cessent d'être appliqués en Haute-Silésie. Le 30 septembre 1933, le Gouvernement allemand soumet une lettre à la SDN, dans laquelle il affirme avoir rempli ses obligations et que les droits des Juifs en Haute-Silésie ont été restaurés. Un comité de personnalités juives se constitue afin de représenter les intérêts des Juifs. Ce n'est qu'en août 1934 que ce comité juif réussit, dans ses négociations avec le gouvernement allemand, à obtenir l'annulation rétroactive des mesures discriminatoires déjà mises en œuvre, conformément aux clauses définies par la SDN. Il réussit aussi à empêcher l'introduction de nouvelles lois antisémites. Ainsi ni la loi sur la restauration de la fonction publique, ni les lois de Nuremberg ne seront appliquées dans la province. Même la vente du journal antisémite Der Stürmer y est interdite. L'abattage rituel, interdit partout dans le reste de l'Allemagne demeure autorisé.
Ce répit prend fin le 15 juin 1937 avec l'expiration de l'accord germano-polonais sur la Haute-Silésie.